# 霍施泰特
霍施泰特（德語：Horstedt，發音：[ˈhɔʁʃtɛt]）是德国下萨克森州维默河畔罗滕堡县的市镇，面积22.58平方千米，2023年12月31日人口为1,269人。